# EdX
edX是一个由麻省理工学院和哈佛大学创建的大规模开放在线课堂平台。它给大众提供大学教育水平的在线课堂及微碩士學位。两所大学在这个营利性计划各资助三千万美元。2012年秋天，edX在MITx启动。
"edX学习平台"就像开源软件似的发展，它使得其它院校机构也可以提供其高级学习的课堂;在edX网，也容许其他学校颁布课堂。edX计划还要创建在线学习软件，它比起课堂的视频，会有更好的互动学习体验。除了提供教育外，edX计划还用来研究学习和远程教育。
学员学习完成后，edX将会提供付费的认证与x系列认证，但是不提供课程学分。参与的edX学校可以自行决定是否认可学生学分，目前MIT与哈佛均不把edX课程记录学分。2015年12月以后的课程将不提供免费证书。
麻省理工学院的Anant Agarwal和哈佛大学的教务长Alan M. Garber带头这个项目，以及哈佛大学文理学院院长，计算机科学家Michael D. Smith来协助处理哈佛大学的事务。

## 参与高校
2017年8月，edX共有52所教育機構參與。

| 美国： - 麻省理工學院 - 哈佛大學 - 柏克萊加州大學 - 德州大學系統 - 波士頓大學 - 喬治城大學 - 馬里蘭大學系統 - 亞利桑那州立大學 - 伯克利音樂學院 - 布朗大學 - 加州理工學院 - 哥倫比亞大學 - 康乃爾大學 - 達特茅斯學院 - 戴維森學院 - 喬治亞理工學院 - 茱莉亞學院 - 普林斯頓大學 - 萊斯大學 - 聖地牙哥加利福尼亞大學 - 芝加哥大學 - 密西根大學 - 聖母大學 - 賓州大學 - 華盛頓大學 - 衛斯理學院 - 普渡大學 - 羅徹斯特理工學院 | ： - 澳洲國立大學 - 阿德雷得大學 - 昆士蘭大學 - 科廷大學 加拿大： - 英屬哥倫比亞大學 - 麥吉爾大學 - 多倫多大學 英国： - 倫敦帝國學院 - 愛丁堡大學 - 牛津大學 比利时： - 荷兰语鲁汶天主教大学 - 法語天主教魯汶大學 中国： - 北京大学 - 清华大学（北京） 香港： - 香港科技大學 - 香港大學 - 香港理工大學 德国： - 慕尼黑工業大學 - 亞琛工業大學 | 日本： - 京都大學 - 東京大學 - 大阪大學 瑞士: - 洛桑聯邦理工學院 - 蘇黎世聯邦理工學院 荷蘭: - 代爾夫特理工大學 印度 - 印度理工學院孟買校區 ： - 首爾大學 瑞典： - 卡羅琳學院 - 皇家工學院 - 查爾摩斯工学院 一般组织： - 美國教育考試服務中心 - 特許公認會計師公會 - Linux基金会 - 微軟 等等 |

## 参照
1. ↑  .   [2012-12-30]. （原始内容存档于2014-02-28）.
2. 1 2  . edX.   [August 26, 2012]. （原始内容存档于2013-04-26）.
3. 1 2  Tamar Lewin. . The New York Times. May 2, 2012  [May 3, 2012]. （原始内容存档于2020-11-12）.
4. ↑  Nick DeSantis. . The Chronicle of Higher Education. May 2, 2012  [May 3, 2012]. （原始内容存档于2012-05-04）.
5. ↑  卡卡. . 卡卡MOOC資源站. 2014-05-02  [2016-08-28]. （原始内容存档于2016-08-21）.
6. ↑  . edX Help Center.   [2016-08-28]. （原始内容存档于2020-10-28）.
7. ↑  . EdX.   [2017-08-08]. （原始内容存档于2016-11-14）.